# Bartolomeo Ramenghi

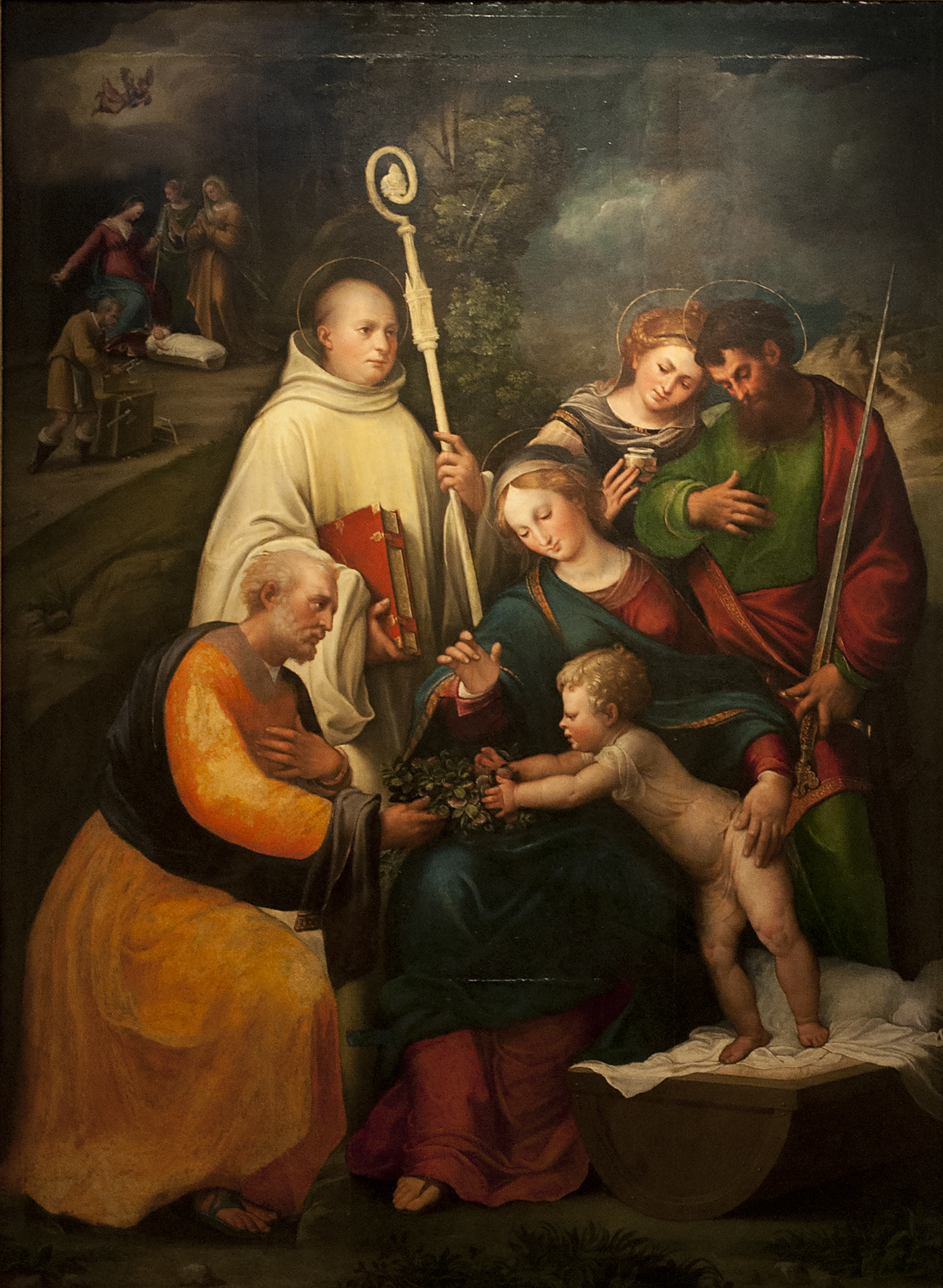
De Heilige Familie met Benedictus, Paulus en Maria Magdalena (1525) van Bartolomeo Ramenghi in de Pinacoteca Nazionale di Bologna

Bartolomeo Ramenghi (Bagnacavallo, 1484 - 1542, Bologna) was een Italiaans kunstschilder, die ook il Bagnacavallo werd genoemd. Qua schilderstijl behoort hij tot de renaissance. Hij was een leerling van Francesco Francia en Lorenzo Costa.
Bartolomeo Ramenghi ging zich verder bekwamen bij Rafaël in Rome. Samen met zijn leermeester en een aantal andere leerlingen werkte hij aan de galerij van het Vaticaan alhoewel niet bekend is welk zijn aandeel was. Toen hij terugkeerde naar Bologna verkreeg hij daar naam en faam. Zijn schilderijen werden gewaardeerd door Guido Reni en meesters van de Bolognese School.
- Biblioteca Nacional de España: XX4838865
- Bibliothèque nationale de France: cb14957479c (data)
- Gemeinsame Normdatei: 119020017
- International Standard Name Identifier: 0000 0001 1769 7148
- KulturNav: 09c96f65-0f07-425a-a321-859b97ba087e
- Library of Congress Control Number: nr91029676
- Réseau des bibliothèques de Suisse occidentale: 02-A003725708
- RKD-Nederlands Instituut voor Kunstgeschiedenis: 3574
- SNAC: w6c03zm1
- Système universitaire de documentation: 158935292
- Union List of Artist Names: 500015783
- Virtual International Authority File: 71663115
- WorldCat: E39PBJpJhmkMQPqQhVcyytjV4q